# Hexacentrus karnyi
Hexacentrus karnyi är en insektsart som beskrevs av Griffini 1909. Hexacentrus karnyi ingår i släktet Hexacentrus och familjen vårtbitare. Inga underarter finns listade i Catalogue of Life.